# 30 dies. Festival de cinema fantàstic a Andorra
30 dies. Festival de cinema fantàstic a Andorra va ser un petit festival de cinema centrat en el gènere fantàstic que es va dur a terme a Andorra i patrocinat per Jaume Benedito i Carolina Alarcón. Només es van celebrar dues edicions, el 2014 i el 2015. El reglament del festival acceptava qualsevol film que contingués elements fantàstics, des de thrillers a documentals, passant per pel·lícules de terror sobrenaturals, de criatures o fins i tot comèdies.

## Edició del 2014
La primera edició del festival va tenir lloc de l'1 al 20 de novembre de 2014 i s'hi van exhibir 14 llargmetratges. Les pel·lícules es van projectar a la sala d'actes del Comú d'Escaldes-Engordany, a l'establiment Inside Iutopia, al barri antic d'Andorra la Vella i a la plataforma Festhome d'Internet. El jurat era format pel periodista i guionista Dimas Rodríguez i el realitzador Èric Palaudàries.,i el premi a l'opera prima per a Erasmus the film i el premi especial del jurat per a 54 days.

### Pel·lícules exhibides
Els llargmetratges exhibits en aquesta edició foren:
- Candlestick de Christopher Presswell
- 54 Days, de Tim Lea
- The Posthuman Project de Kyle William Roberts
- The Perfect Husband de Lucas Pavetto
- Erasmus: Not Everything is Fun de Pablo J. Cosco
- Muska d’Özkan Çelik
- Paciente 27 d'Alejandro G. Alegre
- The Inflicted de Matthan Harris
- L'uomo sulla luna de Giuliano Ricci
- Bodom de Jozsef Gallai i Gergö Elekes
- Blood Riders: The Devil Rides with Us de Lari Teräs ,
- Les bones persones de Jaume Benedito

### Premis
La britànica Candlestick se'n va endur els premis al millor actor (Andrew Fitch, Nigel Thomas, Tom Knight), millor actriu (Isla Ure), millor guió i millor banda sonora, mentre que la turca Muska va guanyar els premis al a millor pel·lícula, millor actriu (Tanju Tuncel) i millor director (Özkan Çelik), i Bodom va rebre el premi de la secció online., i el premi a l'opera prima per a Erasmus the film i el premi especial del jurat per a 54 days.

## Edició del 2015
La segona edició del festival va tenir lloc entre el 12 i el 27 de novembre de 2015. Es van seleccionar un total de 5 llargmetratges i 34 curtmetratges de 541 pel·lícules. L'apertura i clausura del festival van tenir lloc a la Sala d’Actes del Comú d'Escaldes-Engordany. El jurat d'aquesta segona edició ha estat format per Dimas Rodríguez, guionista del programa Cinema 3 de Televisió de Catalunya, Èric Palaudàries muntador i realitzador de videoclips i Simón Fariza, director de cinema.

### Pel·lícules exhibides
Les pel·lícules exhibides en aquesta edició foren:
- Australiens de Joe Bauer
- Sendero de Lucio Rojas
- German Angst de Jörg Buttgereit
- Turbo Kid de François Simard, Anouk Whissell, i Yoann-Karl Whissell , ,
- Tales of Halloween de Neil Marshall, Darren Lynn Bousman, Axelle Carolyn, Lucky McKee, Andrew Kasch, Paul Solet, John Skipp, Adam Gierasch, Jace Anderson, Mike Mendez, Ryan Schifrin, i Dave Parker
- The Red Thunder, curtmetratge d'Álvaro Ron
- Time After Time, curtmetratge de Peris Romano del Pino

### Premis
La pel·lícula Turbo Kid va guanyar el premi a la millor pel·lícula, al millor director, millor actriu, millor banda sonora i millors efectes especials, mentre que Australiens va guanyar el de millor actor (Paul Adams).